# Trudy Desmond
Trudy Desmond (11 oktober 1945 - Toronto, 19 februari 1999) was een Canadese jazz-zangeres.
Desmond verhuisde rond 1970 van New York naar Toronto. Ze was lid van de door Doug Riley geleide groep Dr.Music en zong mee op het album Sun Goes By, 1972. In de jaren erna werd ze een van de grotere jazzzangeressen in Canada. Ze trad op met kleine en grote groepen, in clubs, maar ook op festivals. Eind jaren tachtig verscheen haar eerste plaat: tot haar overlijden in 1999, aan de gevolgen van kanker, zou ze er vier opnemen. Naast de muziek was ze ook actief als actrice, binnenhuisarchitect, clubmanager en theaterproducer.

## Discografie
- RSVP, Unisson, 1988 (Jazz Alliance, 1994)
- Tailor Made, Jazz Alliance, 1991
- Make Me Rainbows, Koch Jazz, 1995
- My One and Only, Justin Time, 1998
- A Dream Come True: The Best of Trudy Desmond, Just A Memory Records, 2005